# Cephalodromia bilineata
Cephalodromia bilineata är en tvåvingeart som först beskrevs av Hesse 1967.  Cephalodromia bilineata ingår i släktet Cephalodromia och familjen svävflugor. Inga underarter finns listade i Catalogue of Life.